# 金邊雙孔魚
金邊雙孔魚（学名：Gyrinocheilus pustulosus）為輻鰭魚綱鯉形目雙孔鱼科的其中一種，目前已知分布於亞洲印尼的婆羅洲卡普阿斯河、馬哈甘河與肯雅河流域，本魚體延長，口下位呈吸盤狀，體色為鐵灰色至橄欖綠，腹部顏色較淡，頭部布滿白色斑點，尾鰭略凹，體長可達35.5公分，棲息在河川底層水域，生活習性不明，可做為觀賞魚。

## 扩展阅读
維基物種上的相關：金邊雙孔魚